# УЕФА Лига конференције 2022/23.
УЕФА Лига конференције 2022/23. била је друга сезона овог трећег по јачини европског клупског фудбалског такмичења које организује УЕФА.
Финале је одиграно на Арени Фортуна у Прагу, главном граду Чешке Републике. Титулу је освојио Вест Хем јунајтед, који је у финалу победио Фјорентину с резултатом 2 : 1 и као првак такмичења се аутоматски квалификовао у групну фазу Лиге Европе наредне сезоне.
Бранилац титуле Рома, која је освајањем такмичења годину дана раније обезбедила учешће у Лиги Европе, није могла да брани титулу пошто је прошла у елиминациону фазу Лиге Европе.
Одлуком УЕФА, фудбалски клубови из Русије суспендовани су из свих њених такмичења за сезону 2022/23. због војне инвазије Русије на Украјину која је почела у фебруару 2022. године.

## Учешће екипа
У Лиги конференције 2022/23. учествује 177 екипа из 54 од 55 националних савеза који припадају УЕФА (изузетак је фудбалски савез из Русије). Поредак националних савеза, који се саставља на основу Уефиних коефицијената, користи се за одређивање броја учесника за сваки појединачни савез у такмичењу:
- савези рангирани од 1. до 5. места имају по један клуб;
- савези рангирани од 6. до 15. места (изузев Русије)[Напомена РУС] и од 51. до 55. места имају по два клуба;
- савези рангирани од 16. до 50. места (изузев Лихтенштајна)[Напомена ЛИХ] имају по три клуба;
- Лихтенштајн има по један клуб (Лихтенштајн организује једино национални куп, не и лигу).[Напомена ЛИХ]
- Такође, 18 елиминисаних клубова из Лиге шампиона 2022/23. и 25 елиминисаних клубова из Лиге Европе 2022/23. пребацују се у овогодишњу Лигу конференције.

### Рангирање савеза
Савезима су додељена места на Уефиној ранг-листи на основу својих коефицијената за 2021. годину, који узимају у обзир учинак клубова у европским такмичењима од 2016/17. до 2020/21.
Осим расподеле засноване на коефицијентима, савези могу имати додатне учеснике у Лиги конференције, као што је доле наведено:
- (ЛШ) — додатан број клубова који је пребачен из Лиге шампиона;
- (ЛЕ) — додатан број клубова који је пребачен из Лиге Европе.

| Поз. | Савез       | Коеф.   | Бр. ФК | Дод.           |
| ---- | ----------- | ------- | ------ | -------------- |
| 1    | Енглеска    | 100,569 | 1      |                |
| 2    | Шпанија     | 97,855  | 1      |                |
| 3    | Италија     | 75,438  | 1      |                |
| 4    | Немачка     | 73,570  | 1      |                |
| 5    | Француска   | 56,081  | 1      |                |
| 6    | Португалија | 48,549  | 2      |                |
| 7    | Холандија   | 39,200  | 2      |                |
| 8    | Русија      | 38,382  | 0      | [Напомена РУС] |
| 9    | Белгија     | 36,500  | 2      |                |
| 10   | Аустрија    | 35,825  | 2      |                |
| 11   | Шкотска     | 33,375  | 2      |                |
| 12   | Украјина    | 33,100  | 2      |                |
| 13   | Турска      | 30,100  | 2      |                |
| 14   | Данска      | 27,875  | 2      |                |
| 15   | Кипар       | 27,750  | 2      |                |
| 16   | Србија      | 26,750  | 2      | +1 (ЛЕ)        |
| 17   | Чешка       | 26,600  | 2      | +1 (ЛЕ)        |
| 18   | Хрватска    | 26,275  | 3      |                |
| 19   | Швајцарска  | 26,225  | 3      |                |

| Поз. | Савез               | Коеф.  | Бр. ФК | Дод.           |
| ---- | ------------------- | ------ | ------ | -------------- |
| 20   | Грчка               | 26,000 | 3      |                |
| 21   | Израел              | 24,375 | 3      |                |
| 22   | Норвешка            | 21,000 | 3      |                |
| 23   | Шведска             | 20,500 | 3      |                |
| 24   | Бугарска            | 20,375 | 3      |                |
| 25   | Румунија            | 18,200 | 3      | +1 (ЛШ)        |
| 26   | Азербејџан          | 16,875 | 3      |                |
| 27   | Казахстан           | 15,625 | 3      | +1 (ЛШ)        |
| 28   | Мађарска            | 15,500 | 3      |                |
| 29   | Белорусија          | 15,250 | 3      | +1 (ЛШ)        |
| 30   | Пољска              | 15,125 | 3      | +1 (ЛШ)        |
| 31   | Словенија           | 14,250 | 3      | +1 (ЛЕ)        |
| 32   | Словачка            | 13,625 | 3      | +1 (ЛЕ)        |
| 33   | Лихтенштајн         | 9,000  | 1      | [Напомена ЛИХ] |
| 34   | Литванија           | 8,750  | 3      |                |
| 35   | Луксембург          | 8,250  | 3      | +1 (ЛЕ)        |
| 36   | Босна и Херцеговина | 8,000  | 3      | +1 (ЛШ)        |
| 37   | Ирска               | 7,875  | 3      |                |

| Поз. | Савез              | Коеф. | Бр. ФК | Дод.    |
| ---- | ------------------ | ----- | ------ | ------- |
| 38   | Северна Македонија | 7,625 | 3      | +1 (ЛЕ) |
| 39   | Јерменија          | 7,375 | 3      |         |
| 40   | Летонија           | 7,375 | 3      | +1 (ЛШ) |
| 41   | Албанија           | 7,250 | 3      | +1 (ЛШ) |
| 42   | Северна Ирска      | 6,958 | 3      | +1 (ЛЕ) |
| 43   | Грузија            | 6,875 | 3      | +1 (ЛШ) |
| 44   | Финска             | 6,875 | 3      |         |
| 45   | Молдавија          | 6,875 | 3      |         |
| 46   | Малта              | 6,375 | 3      | +1 (ЛШ) |
| 47   | Фарска Острва      | 6,125 | 3      | +1 (ЛШ) |
| 48   | Република Косово   | 5,833 | 3      | +1 (ЛШ) |
| 49   | Гибралтар          | 5,666 | 3      | +1 (ЛШ) |
| 50   | Црна Гора          | 5,000 | 3      | +1 (ЛШ) |
| 51   | Велс               | 5,000 | 2      | +1 (ЛШ) |
| 52   | Исланд             | 4,875 | 2      | +1 (ЛШ) |
| 53   | Естонија           | 4,750 | 2      | +1 (ЛШ) |
| 54   | Андора             | 3,331 | 2      | +1 (ЛШ) |
| 55   | Сан Марино         | 1,166 | 2      | +1 (ЛШ) |

### Распоред екипа
У следећој табели дат је распоред клубова по фазама такмичења у текућој сезони. Према прописима, актуелни победник Лиге конференције пласира се у групну фазу Лиге Европе.
Због суспензије Фудбалског савеза Русије, чиме је забрањено наступање клубова из те земље у свим европским такмичењима, за сезону 2022/23 и због промене у систему распореда екипа у Лиги Европе услед пласмана прошлогодишњег шампиона Лиге конференције у то такмичење, извршене су промене у систему распореда екипа:
- Шампиони националних купова савеза који су рангирани на 16. (Србија) и 17. месту (Чешка) пребачени су из другог кола квалификација за Лигу конференције у треће коло квалификација за Лигу Европе.
- Шампиони националних купова савеза који су рангирани на 18. (Хрватска), 19. (Швајцарска) и 20. месту (Грчка) пребачени су из другог кола квалификација у треће коло квалификација за Лигу конференције.
- Шампиони националних купова савеза који су рангирани од 30. до 41. места (Пољска, Словенија, Словачка, Лихтенштајн, Литванија, Луксембург, Босна и Херцеговина, Република Ирска, Северна Македонија, Јерменија, Летонија и Албанија) пребачени су из првог кола квалификација у друго коло квалификација за Лигу конференције.

Такође:
- пошто је само осамнаест од двадесет екипа пребачено из првог кола квалификација за Лигу шампиона у друго коло квалификација за Лигу конференције, две екипе од поменутих осамнаест аутоматски је прошло у треће коло квалификација за Лигу конференције.

|                                       |                                       | Екипе које почињу такмичење од наведене фазе | Екипе које су се квалификовале из претходне фазе                                             | Екипе које су испале из Лиге шампиона или Лиге Европе                                                                                           |
| ------------------------------------- | ------------------------------------- | --- | -------------------------------------------------------------------------------------------- | --- |
| Прво коло квалификација (60 екипа)    | Прво коло квалификација (60 екипа)    | - 14 освајача националних купова савеза који су рангирани од 42. до 55. места - 25 другопласираних екипа из националних првенстава савеза који су рангирани од 30. до 55. места (изузев Лихтенштајна)[Напомена ЛИХ] - 21 трећепласирана екипа из националних првенстава савеза који су рангирани од 29. до 50. места (изузев Лихтенштајна)[Напомена ЛИХ] |                                                                                              | |
| Друго коло квалификација (106 екипа)  | Стаза првака (16 екипа)               | |                                                                                              | - 3 елиминисане екипе из прелиминарног кола квалификација за Лигу шампиона - 13 елиминисаних екипа из првог кола квалификација за Лигу шампиона |
| Друго коло квалификација (106 екипа)  | Главна стаза (90 екипа)               | - 21 освајач националних купова савеза који су рангирани од 21. до 41. места - 14 другопласираних екипа из националних првенстава савеза који су рангирани од 16. до 29. места - 16 трећепласираних екипа из националних првенстава савеза који су рангирани од 13. до 28. места - 8 четвртопласираних екипа из националних првенстава савеза који су рангирани од 7. до 15. места (изузев Русије) - 1 петопласирана екипа из националног првенства савеза који је рангиран на 6. месту | - 30 победника из првог кола квалификација                                                   | |
| Треће коло квалификација (64 екипа)   | Стаза првака (10 екипа)               | | - 8 победника из другог кола квалификација (стаза првака)                                    | - 2 елиминисане екипе из првог кола квалификација за Лигу шампиона                                                                              |
| Треће коло квалификација (64 екипа)   | Главна стаза (54 екипе)               | - 3 освајача националних купова савеза који су рангирани од 18. до 20. места - 5 трећепласираних екипа из националних првенстава савеза који су рангирани од 7. до 12. места (изузев Русије) - 1 четвртопласирана екипа из националног првенства савеза који је рангиран на 6. месту | - 45 победника из другог кола квалификација (главна стаза)                                   | |
| Коло плеј-офа (44 екипа)              | Стаза првака (10 екипа)               | | - 5 победника из трећег кола квалификација (стаза првака)                                    | - 5 елиминисаних екипа из трећег кола квалификација за Лигу Европе (стаза првака)                                                               |
| Коло плеј-офа (44 екипа)              | Главна стаза (34 екипа)               | - 1 петопласирана екипа из националног првенства савеза који је рангиран на 5. месту - 4 шестопласиране екипе из националних првенстава савеза који су рангирани од 1. до 4. места (за Енглеску: освајач Лига купа) | - 27 победника из трећег кола квалификација (главна стаза)                                   | - 2 елиминисане екипе из трећег кола квалификација за Лигу Европе (главна стаза)                                                                |
| Групна фаза (32 екипе)                | Групна фаза (32 екипе)                | | - 5 победника из кола плеј-офа (стаза првака) - 17 победника из кола плеј-офа (стаза првака) | - 10 елиминисаних екипа из кола плеј-офа за пласман у Лигу Европе                                                                               |
| Бараж за елиминациону фазу (16 екипа) | Бараж за елиминациону фазу (16 екипа) | | - 8 другопласираних екипа из групне фазе                                                     | - 8 трећепласираних екипа из групне фазе Лиге Европе                                                                                            |
| Елиминациона фаза (16 екипа)          | Елиминациона фаза (16 екипа)          | | - 8 првопласираних екипа из групне фазе - 8 победника из плеј-офа пред елиминациону фазу     | |

### Екипе
Ознаке у заградама означавају на који начин се свака екипа квалификовала у одређену фазу такмичења:  
- ОК: победник националног купа;
- 2, 3, 4, 5, 6. итд.: место у националном првенству у претходној сезони;
- Отк-: место у отказаном националном првенству које је одредио национални фудбалски савез;
- ОЛ: победник лига купа;
- ОП: победник националног доигравања (плеј-офа) за Лигу конференције;
- ЛШ: екипе елиминисане из Лиге шампиона;
  - КВ1: поражене екипе из првог кола квалификација;
  - ПР: поражене екипе из прелиминарног кола (Ф: финале; ПФ: полуфинале)
- ЛЕ: екипе елиминисане из Лиге Европе;
  - ГР: трећепласиране екипе из групне фазе;
  - ПО: поражене екипе из кола плеј-офа.
  - СП/ГС КВ3: поражене екипе из трећег кола квалификација (Стаза првака/Главна стаза)

Друго и треће коло квалификација као и коло плеј-офа подељена су на две „стазе”: стаза првака (СП) и главна стаза (ГС).
| Фаза такмичења             | Фаза такмичења             | Екипе                                       | Екипе                                 | Екипе                            | Екипе                     |
| -------------------------- | -------------------------- | ------------------------------------------- | ------------------------------------- | -------------------------------- | ------------------------- |
| Бараж за елиминациону фазу | Бараж за елиминациону фазу | (ЛЕ ГР)                                     | (ЛЕ ГР)                               | (ЛЕ ГР)                          | (ЛЕ ГР)                   |
| Бараж за елиминациону фазу | Бараж за елиминациону фазу | (ЛЕ ГР)                                     | (ЛЕ ГР)                               | (ЛЕ ГР)                          | (ЛЕ ГР)                   |
|                            |                            |                                             |                                       |                                  |                           |
| Групна фаза                | Групна фаза                | (ЛЕ ПО)                                     | (ЛЕ ПО)                               | (ЛЕ ПО)                          | (ЛЕ ПО)                   |
| Групна фаза                | Групна фаза                | (ЛЕ ПО)                                     | (ЛЕ ПО)                               | (ЛЕ ПО)                          | (ЛЕ ПО)                   |
| Групна фаза                | Групна фаза                | (ЛЕ ПО)                                     | (ЛЕ ПО)                               |                                  |                           |
|                            |                            |                                             |                                       |                                  |                           |
| Коло плеј-офа              | СП                         | Марибор (ЛЕ СП КВ3)                         | Слован Братислава (ЛЕ СП КВ3)         | Ф91 Диделанж (ЛЕ СП КВ3)         | Шкупи (ЛЕ СП КВ3)         |
| Коло плеј-офа              | СП                         | Линфилд (ЛЕ СП КВ3)                         |                                       |                                  |                           |
| Коло плеј-офа              | ГС                         | Вест Хем јунајтед (7)                       | Виљареал (7)                          | Фјорентина (7)                   | Келн (7)                  |
| Коло плеј-офа              | ГС                         | Ница (5)                                    | Партизан (ЛЕ ГС КВ3)                  | Словацко (ЛЕ ГС КВ3)             |                           |
|                            |                            |                                             |                                       |                                  |                           |
| Треће коло квалификација   | СП                         | Шахтјор Солигорск (ЛШ КВ1)[Напомена ЛШ КВ1] | РФС (ЛШ КВ1)[Напомена ЛШ КВ1]         |                                  |                           |
| Треће коло квалификација   | ГС                         | Жил Висенте (5)                             | Твенте (4)                            | Андерлехт (3)                    | Волфсбергер (4)           |
| Треће коло квалификација   | ГС                         | Данди јунајтед (4)                          | Зорја Луганск (Отк-4)[Напомена УКР]   | Хајдук Сплит (ОК)                | Лугано (ОК)               |
| Треће коло квалификација   | ГС                         | Панатинаикос (ОК)                           |                                       |                                  |                           |
|                            |                            |                                             |                                       |                                  |                           |
| Друго коло квалификација   | СП                         | ЧФР Клуж (ЛШ КВ1)                           | Тобол (ЛШ КВ1)                        | Лех Познањ (ЛШ КВ1)              | Зрињски (ЛШ КВ1)          |
| Друго коло квалификација   | СП                         | Тирана (ЛШ КВ1)                             | Динамо Батуми (ЛШ КВ1)                | Хибернијанс (ЛШ КВ1)             | Клаксвик (ЛШ КВ1)         |
| Друго коло квалификација   | СП                         | Балкани (ЛШ КВ1)                            | Линколн ред импс (ЛШ КВ1)             | Сутјеска Никшић (ЛШ КВ1)         | Њу сејнтс (ЛШ КВ1)        |
| Друго коло квалификација   | СП                         | Викингир Рејкјавик (ЛШ КВ1)                 | Интер Ескалдес-Енгордани (ЛШ ПР Ф)    | Левадија Талин (ЛШ ПР ПФ)        | Ла Фјорита (ЛШ ПР ПФ)     |
| Друго коло квалификација   | ГС                         | Виторија Гимараис (6)                       | АЗ (ОП)                               | Ројал Антверпен (4)              | Рапид Беч (ОП)            |
| Друго коло квалификација   | ГС                         | Мадервел (5)                                | Ворскла Полтава (Отк-5)[Напомена УКР] | Конијаспор (3)                   | Истанбул Башакшехир (4)   |
| Друго коло квалификација   | ГС                         | Брендби (4)                                 | Виборг (ОП)                           | АПОЕЛ (3)                        | Арис Лимасол (4)          |
| Друго коло квалификација   | ГС                         | Чукарички (3)                               | Раднички Ниш (4)                      | Славија Праг (2)                 | Спарта Праг (3)           |
| Друго коло квалификација   | ГС                         | Осијек (3)                                  | Ријека (4)                            | Базел (2)                        | Јанг бојс (3)             |
| Друго коло квалификација   | ГС                         | ПАОК (2)                                    | Арис Солун (3)                        | Хапоел Бершева (CW)              | Макаби Тел Авив (3rd)     |
| Друго коло квалификација   | ГС                         | Макаби Нетања (4)                           | Молде (ОК)                            | Викинг (3)                       | Лилестрем (4th)           |
| Друго коло квалификација   | ГС                         | АИК (2)                                     | Јургорден (3rd)                       | Елфсборг (4)                     | Левски Софија (CW)        |
| Друго коло квалификација   | ГС                         | ЦСКА Софија (2)                             | Ботев Пловдив (ОП)                    | Сепси Сфанту Георге (CW)         | ФЦСБ (2nd)                |
| Друго коло квалификација   | ГС                         | Универзитатеа Крајова (ОП)                  | Нефчи Баку (2)                        | Зира (3)                         | Габала (4)                |
| Друго коло квалификација   | ГС                         | Каират (ОК)                                 | Астана (2)                            | Кизилжар (4)                     | Кишварда (2)              |
| Друго коло квалификација   | ГС                         | Академија Пушкаш (3)                        | Фехервар (4)                          | Гомељ (ОК)                       | БАТЕ Борисов (2nd)        |
| Друго коло квалификација   | ГС                         | Раков Ченстохова (ОК)                       | Копар (ОК)                            | Спартак Трнава (ОК)              | Вадуц (ОК)[Напомена ЛИХ]  |
| Друго коло квалификација   | ГС                         | Судува (2)                                  | Расинг унион (ОК)                     | Вележ Мостар (ОК)                | Сент Патрикс атлетик (ОК) |
| Друго коло квалификација   | ГС                         | Македонија Ђорче Петров (ОК)                | Арарат-Јерменија (2)[Напомена ЈЕР]    | Валмијера (2)                    | Влазнија (ОК)             |
|                            |                            |                                             |                                       |                                  |                           |
| Прво коло квалификација    | Прво коло квалификација    | Динамо Минск (3)                            | Погоњ Шчећин (3)                      | Лехија (4)                       | Олимпија Љубљана (3)      |
| Прво коло квалификација    | Прво коло квалификација    | Мура (4)                                    | Ружомберок (2)                        | ДАК Дунајска Стреда (ОП)         | Кауно Жалгирис (3)        |
| Прво коло квалификација    | Прво коло квалификација    | Паневежис (4)                               | Диферданж (2)                         | Фола (3)                         | Тузла сити (2)            |
| Прво коло квалификација    | Прво коло квалификација    | Борац Бања Лука (3)                         | Слајго роверси (3)                    | Дери Сити (4)                    | Академија Пандев (2)      |
| Прво коло квалификација    | Прво коло квалификација    | Шкендија (3)                                | Алашкерт (3)                          | Арарат Јереван (4)[Напомена ЈЕР] | Лијепаја (3)              |
| Прво коло квалификација    | Прво коло квалификација    | Рига (4)                                    | Лачи (2)                              | Партизани (3)                    | Крусејдерси (ОК)          |
| Прво коло квалификација    | Прво коло квалификација    | Клифтонвил (2)                              | Ларн (ОП)                             | Сабуртало Тбилиси (ОК)           | Динамо Тбилиси (2)        |
| Прво коло квалификација    | Прво коло квалификација    | Дила Гори (3)                               | Купс (ОК)                             | СЈК (3)                          | Интер Турку (4t)          |
| Прво коло квалификација    | Прво коло квалификација    | Петрокуб Хинчешти (2)                       | Милсами Орхеј (3)                     | Сфинтул Георге (4)               | Флоријана (ОК)            |
| Прво коло квалификација    | Прво коло квалификација    | Хамрун (3)                                  | Гзира јунајтед (4)                    | Б36 Торсхавн (ОК)                | ХБ Торсхавн (2)           |
| Прво коло квалификација    | Прво коло квалификација    | Викингур Гета (3)                           | Љапи (ОК)                             | Дрита (2)                        | Гњилане (3)               |
| Прво коло квалификација    | Прво коло квалификација    | Европа (2)                                  | Сент Џозефс (3)                       | Брунос Мегпајс (4)               | Будућност Подгорица (ОК)  |
| Прво коло квалификација    | Прво коло квалификација    | Дечић (3)                                   | Искра Даниловград (4)                 | Бала таун (2)                    | Њутаун (3)                |
| Прво коло квалификација    | Прво коло квалификација    | Брејдаблик (2)                              | КР (3)                                | Паиде (ОК)                       | Флора (2)                 |
| Прво коло квалификација    | Прво коло квалификација    | Атлетик Ескалдез (ОК)                       | Санта Колома (2)                      | Тре фјори (ОК)                   | Тре пене (2)              |

Једина екипа која не наступа у првом рангу националног првенства је Вадуц, који игра у Другој лиги Швајцарске.
Напомене
1. ^ Лига шампиона (ЛШ КВ1): Жребом је одлучено да две поражене екипе у првом колу квалификација за Лигу шампиона аутоматски пролазе даље у треће коло квалификација за Лигу конференција (стаза првака) будући да су две екипе мање пребачене у друго коло квалификација за Лигу конференције (стаза првака). До овога је дошло услед упражњених места у групној фази Лиге шампиона како због браниоца титуле Лиге шампиона из претходне сезоне који се квалификовао у то такмичење преко своје лигашке позиције тако због суспензије руских клубова у сезони 2022/23.
2. ^ Јерменија (ЈЕР): Нораванк је требало да учествује у другом колу квалификација за Лигу конференције као освајач Купа Јерменије 2021/22, али није успео да добије лиценцу УЕФА. Као резултат тога, место резервисано за друго коло квалификација добила је другопласирана екипа Премијер лиге Јерменије 2021/22, Арарат-Јерменија, која је првобитно ушла у прво коло квалификација за ЛК. Место резервисано за прву коло квалификација уместо поменутог Арарат-Јерменије добио је четвртопласирани тим из јерменског првенства — Арарат Јереван.[10]
3. ^ Лихтенштајн (ЛИХ): Свих седам екипа под окриљем Фудбалског савеза Лихтенштајна (ФСЛ) играју у Швајцарској. Једино такмичење које организује ФСЛ јесте Куп Лихтенштајна — чији победник улази у друго коло квалификација за Лигу конференције.
4. ^ Русија (РУС): Дана 28. фебруара 2022. године, Фифа и Уефа су суспендовале руске фудбалске клубове као и све фудбалске селекције Русије поводом почетка војне инвазије Русије на Украјину. Тиме им је забрањен наступ у такмичењима које организују те две организације.[11] Дана 2. маја 2022. године, Уефа је потврдила да ће руским клубовима бити забрањен наступ у њеним такмичењима за сезону 2022/23.[12]
5. ^ Украјина (УКР): Премијер лига Украјине 2021/22. била је отказана због војне инвазије Руске Федерације на Украјину. Четвртопласирану и петопласирану екипу у лиги у тренутку отказивања првенства (Зорја Луганск и Ворскла Полтава) одабрао је Фудбалски савез Украјине да наступају у квалификацијама за улазак у Лигу конференције 2022/23.

## Распоред такмичења
Распоред одигравања утакмица у Лиги конференције 2022/23. наведен је у доњој табели. Утакмице се играју четвртком осим финала које ће се играти у среду.
Сви жребови за кола квалификација одржали су се у 13.00 или 14.00 часова (CEST/CET) у седишту Уефе у Ниону у Швајцарској. Жреб за групну фазу одржаће се у Истанбулу у Турској.
| Фаза              | Коло                       | Жреб              | Прва утакмица                 | Друга утакмица                |
| ----------------- | -------------------------- | ----------------- | ----------------------------- | ----------------------------- |
| Квалификације     | Прво коло квалификација    | 14. јун 2022.     | 7. јул 2022.                  | 14. јул 2022.                 |
| Квалификације     | Друго коло квалификација   | 15. јун 2022.     | 21. јул 2022.                 | 28. јул 2022.                 |
| Квалификације     | Треће коло квалификација   | 18. јул 2022.     | 4. август 2022.               | 11. август 2022.              |
| Квалификације     | Коло плеј-офа              | 2. август 2022.   | 18. август 2022.              | 25. август 2022.              |
| Групна фаза       | Прво коло                  | 26. август 2022.  | 8. септембар 2022.            | 8. септембар 2022.            |
| Групна фаза       | Друго коло                 | 26. август 2022.  | 15. септембар 2022.           | 15. септембар 2022.           |
| Групна фаза       | Треће коло                 | 26. август 2022.  | 6. октобар 2022.              | 6. октобар 2022.              |
| Групна фаза       | Четврто коло               | 26. август 2022.  | 13. октобар 2022.             | 13. октобар 2022.             |
| Групна фаза       | Пето коло                  | 26. август 2022.  | 27. октобар 2022.             | 27. октобар 2022.             |
| Групна фаза       | Шесто коло                 | 26. август 2022.  | 3. новембар 2022.             | 3. новембар 2022.             |
| Елиминациона фаза | Бараж за елиминациону фазу | 7. новембар 2022. | 16. фебруар 2023.             | 23. фебруар 2023.             |
| Елиминациона фаза | Осмина финала              | 24. фебруар 2022. | 09. март 2023.                | 16. март 2023.                |
| Елиминациона фаза | Четвртфинале               | 17. март 2023.    | 13. април 2023.               | 20. април 2023.               |
| Елиминациона фаза | Полуфинале                 | 17. март 2023.    | 11. мај 2023.                 | 18. мај 2023.                 |
| Елиминациона фаза | Финале                     | 17. март 2023.    | 7. јун 2023. на Арени Фортуна | 7. јун 2023. на Арени Фортуна |

## Квалификације

### Прво коло квалификација
Жреб за прво коло квалификација одржан је 14. јуна 2022. године. Прве утакмице су игране 5, 6, и 7. јула, а реванш мечеви 12. и 14. јула 2022.
Победници двомеча су обезбедили пролаз у главну стазу другог кола квалификација. Поражене екипе су окончале европску сезону.
| Тим #1              | рез.                | Тим #2            | прва утакмица | друга утакмица   |
| ------------------- | ------------------- | ----------------- | ------------- | ---------------- |
| Алашкерт            | 2 : 4               | Хамрун            | 1 : 0         | 1 : 4            |
| Лехија Гдањск       | 6 : 2               | Академија Пандев  | 4 : 1         | 2 : 1            |
| Интер Турку         | 1 : 3               | Дрита             | 1 : 0         | 0 : 3            |
| Динамо Тбилиси      | 4 : 4 (5 : 6, пен.) | Паиде             | 2 : 3         | 2 : 1 (п. с. н.) |
| Паневежис           | 0 : 2               | Милсами Орхеј     | 0 : 0         | 0 : 2            |
| Љачи                | 1 : 0               | Искра             | 0 : 0         | 1 : 0            |
| Гњилане             | 2 : 3               | Лијепаја          | 1 : 0         | 1 : 3            |
| Сфинтул             | 2 : 4               | Мура              | 1 : 2         | 1 : 2            |
| Купс                | 2 : 0               | Дила Гори         | 2 : 0         | 0 : 0            |
| Ружомберок          | 2 : 0               | Кауно Жалгирис    | 2 : 0         | 0 : 0            |
| Будућност Подгорица | 4 : 2               | Љапи              | 2 : 0         | 2 : 2            |
| Гзира               | 2 : 1               | Атлетик Ескалдез  | 1 : 1         | 1 : 0 (п. с. н.) |
| Борац Бања Лука     | 3 : 3 (3 : 4, пен.) | Б36 Торсхавн      | 2 : 0         | 1 : 3 (п. с. н.) |
| Олимпија Љубљана    | 3 : 2               | Диферданж         | 1 : 1         | 2 : 1 (п. с. н.) |
| Сент Џозефс         | 1 : 0               | Ларн              | 0 : 0         | 1 : 0            |
| Санта Колома        | 1 : 5               | Брејдаблик        | 0 : 1         | 1 : 4            |
| Дунајска Стреда     | 5 : 1               | Клифтонвил        | 2 : 1         | 3 : 0            |
| Викингур Гета       | 3 : 1               | Европа            | 1 : 0         | 2 : 1            |
| Бала таун           | 2 : 2 (3 : 4, пен.) | Слајго роверси    | 1 : 2         | 1 : 0 (п. с. н.) |
| Фола Еш             | 1 : 4               | Тре фјори         | 0 : 1         | 1 : 3            |
| Динамо Минск        | 3 : 2               | Дечић             | 1 : 1         | 2 : 1            |
| Тре пене            | 0 : 8               | Тузла сити        | 0 : 2         | 0 : 6            |
| Сабуртало           | 1 : 1 (5 : 4, пен.) | Партизани Тирана  | 0 : 1         | 1 : 0 (п. с. н.) |
| Шкендија            | 4 : 2               | Арарат Јереван    | 2 : 0         | 2 : 2            |
| Флоријана           | 0 : 1               | Петрокуб Хинчешти | 0 : 0         | 0 : 1            |
| Погоњ Шчећин        | 4 : 2               | КР                | 4 : 1         | 0 : 1            |
| ХБ                  | 2 : 2 (2 : 4, пен.) | Њутаун            | 1 : 0         | 1 : 2 (п. с. н.) |
| Мегпајс             | 3 : 4               | Крусајдерс        | 2 : 1         | 1 : 3            |
| Флора Талин         | 3 : 4               | СЈК               | 1 :0          | 2 : 4 (п. с. н.) |
| Дери сити           | 0 : 4               | Рига              | 0 : 2         | 0 : 2            |

### Друго коло квалификација
Прве утакмице су игране 19, 20 и 21. јула, а реванш мечеви 26, 27. и 28. јула 2022.
Победници двомеча су обезбедили пролаз у одговарајућу стазу трећег кола квалификација. Поражене екипе су окончале европску сезону.
| Тим #1             | рез.              | Тим #2                   | прва утакмица | друга утакмица |
| ------------------ | ----------------- | ------------------------ | ------------- | -------------- |
| Шахтјор Солигорск  | аутоматски пролаз | Н/Д                      | —             | —              |
| РФС                | аутоматски пролаз | Н/Д                      | —             | —              |
| Ла Фјорита         | 0 : 10            | Балкани                  | 0 : 4         | 0 : 6          |
| Викингир Рејкјавик | 2 : 0             | Њу сејнтс                | 2 : 0         | 0 : 0          |
| Сутјеска Никшић    | 0 : 1             | Клаксвик                 | 0 : 0         | 0 : 1          |
| Хибернијанс        | 4 : 3             | Левадија Талин           | 3 : 2         | 1 : 1          |
| Тирана             | 2 : 4             | Зрињски                  | 0 : 1         | 2 : 3          |
| Лех Познањ         | 6 : 1             | Динамо Батуми            | 5 : 0         | 1 : 1          |
| ЧФР Клуж           | 4 : 1             | Интер Ескалдес-Енгордани | 3 : 0         | 1 : 1          |
| Тобол              | 3 : 0             | Линколн ред импс         | 2 : 0         | 1 : 0          |

| Тим #1                  | рез.                | Тим #2                | прва утакмица | друга утакмица   |
| ----------------------- | ------------------- | --------------------- | ------------- | ---------------- |
| Гзира јунајтед          | 5 : 5 (3 : 1, пен.) | Раднички Ниш          | 2 : 2         | 3 : 3 (п. с. н.) |
| Арис Солун              | 7 : 2               | Гомељ                 | 5 : 1         | 2 : 1            |
| Ботев Пловдив           | 0 : 2               | АПОЕЛ                 | 0 : 0         | 0 : 2            |
| Фехервар                | 5 : 3               | Габала                | 4 : 1         | 1 : 2            |
| Истанбул Башакшехир     | 2 : 1               | Макаби Нетања         | 1 : 1         | 1 : 0            |
| Арис Лимасол            | 2 : 3               | Нефчи Баку            | 2 : 0         | 0 : 3            |
| Вележ Мостар            | 0 : 2               | Хамрун                | 0 : 1         | 0 : 1            |
| Сабуртало Тбилиси       | 3 : 4               | ФЦСБ                  | 1 : 0         | 2 : 4            |
| Македонија Ђорче Петров | 0 : 4               | ЦСКА Софија           | 0 : 0         | 0 : 4            |
| Хапоел Бершева          | 3 : 1               | Динамо Минск          | 2 : 1         | 1 : 0            |
| Зира                    | 0 : 3               | Макаби Тел Авив       | 0 : 3         | 0 : 0            |
| Влазнија                | 1 : 4               | Универзитатеа Крајова | 1 : 1         | 0 : 3            |
| Арарат-Јерменија        | 0 : 0 (3 : 5, пен.) | Паиде                 | 0 : 0         | 0 : 0 (п. с. н.) |
| Каират                  | 0 : 2               | Кишварда              | 0 : 1         | 0 : 1            |
| БАТЕ Борисов            | 0 : 5               | Конијаспор            | 0 : 3         | 0 : 2            |
| Сепси                   | 3 : 3 (4 : 2, пен.) | Олимпија Љубљана      | 3 : 1         | 0 : 2 (п. с. н.) |
| Кизилжар                | 3 : 2               | Осијек                | 1 : 2         | 2 : 0            |
| Лијепаја                | 0 : 4               | Јанг бојс             | 0 : 1         | 0 : 3            |
| Рапид Беч               | 2 : 1               | Лехија Гдањск         | 0 : 0         | 2 : 1            |
| СЈК                     | 2 : 6               | Лилестрем             | 0 : 1         | 2 : 5            |
| Брејдаблик              | 3 : 2               | Будућност Подгорица   | 2 : 0         | 1 : 2            |
| Сент Патрикс атлетик    | 1 : 1 (6 : 5, пен.) | Мура                  | 1 : 1         | 0 : 0 (п. с. н.) |
| Сент Џозефс             | 0 : 11              | Славија Праг          | 0 : 4         | 0 : 7            |
| Спартак Трнава          | 6 : 2               | Њутаун                | 4 : 1         | 2 : 1            |
| Судува                  | 0 : 2               | Виборг                | 0 : 1         | 0 : 1            |
| Викингур Гета           | 0 : 4               | ДАК Дунајска Стреда   | 0 : 2         | 0 : 2            |
| Погоњ Шчећин            | 1 : 5               | Брендби               | 1 : 1         | 0 : 4            |
| АЗ                      | 5 : 0               | Тузла сити            | 1 : 0         | 4 : 0            |
| Мадервел                | 0 : 3               | Слајго роверси        | 0 : 1         | 0 : 2            |
| Молде                   | 6 : 2               | Елфсборг              | 4 : 1         | 2 : 1            |
| Копар                   | 1 : 2               | Вадуц                 | 0 : 1         | 1 : 1 (п. с. н.) |
| Б36 Торсхавн            | 1 : 0               | Тре фјори             | 1 : 0         | 0 : 0            |
| Ружомберок              | 1 : 5               | Рига                  | 0 : 3         | 1 : 2            |
| Базел                   | 3 : 1               | Крусејдерс            | 2 : 0         | 1 : 1            |
| Ројал Антверпен         | 2 : 0               | Дрита                 | 0 : 0         | 2 : 0            |
| Петрокуб Хинчешти       | 4 : 1               | Лачи                  | 0 : 0         | 4 : 1            |
| Расинг унион            | 1 : 8               | Чукарички             | 1 : 4         | 0 : 4            |
| Левски Софија           | 3 : 1               | ПАОК                  | 2 : 0         | 1 : 1            |
| Виторија Гимараис       | 3 : 0               | Академија Пушкаш      | 3 : 0         | 0 : 0            |
| Ријека                  | 1 : 4               | Јургорден             | 1 : 2         | 0 : 2            |
| Ворскла Полтава         | 3 : 4               | АИК                   | 3 : 2         | 0 : 2 (п. с. н.) |
| Валмијера               | 2 : 5               | Шкендија              | 1 : 2         | 1 : 3            |
| Раков Ченстохова        | 6 : 0               | Астана                | 5 : 0         | 1 : 0            |
| Купс                    | 6 : 3               | Милсами Орхеј         | 2 : 2         | 4 : 1            |
| Спарта Праг             | 1 : 2               | Викинг                | 0 : 0         | 1 : 2            |

1. 1 2 3 4  Редослед мечева је био обрнут после првобитног жреба.

### Треће коло квалификација
Прве утакмице су игране 3. и 4. августа, а реванш мечеви 9, 10. и 11. августа 2022.
Победници двомеча су обезбедили пролаз у одговарајућу стазу кола плеј-офа. Поражене екипе су окончале европску сезону.
| Тим #1             | рез.                | Тим #2      | прва утакмица | друга утакмица   |
| ------------------ | ------------------- | ----------- | ------------- | ---------------- |
| Викингир Рејкјавик | 2 : 4               | Лех Познањ  | 1 : 0         | 1 : 4 (п. с. н.) |
| РФС                | 4 : 2               | Хибернијанс | 1 : 1         | 3 : 1            |
| Балкани            | 4 : 4 (4 : 3, пен.) | Клаксвик    | 3 : 2         | 1 : 2 (п. с. н.) |
| Зрињски            | 2 : 1               | Тобол       | 1 : 0         | 1 : 1            |
| Шахтјор Солигорск  | 0 : 1               | ЧФР Клуж    | 0 : 0         | 0 : 1            |

| Тим #1              | рез.                | Тим #2                | прва утакмица | друга утакмица   |
| ------------------- | ------------------- | --------------------- | ------------- | ---------------- |
| Спартак Трнава      | 0 : 3               | Раков Ченстохова      | 0 : 2         | 0 : 1            |
| АИК                 | 2 : 2 (3 : 2, пен.) | Шкендија              | 1 : 1         | 1 : 1 (п. с. н.) |
| Викинг              | 5 : 2               | Слајго роверси        | 5 : 1         | 0 : 1            |
| Брејдаблик          | 1 : 6               | Истанбул Башакшехир   | 1 : 3         | 0 : 3            |
| Купс                | 0 : 5               | Јанг бојс             | 0 : 2         | 0 : 3            |
| Паиде               | 0 : 5               | Андерлехт             | 0 : 2         | 0 : 3            |
| Виборг              | 5 : 1               | Б36 Торсхавн          | 3 : 0         | 2 : 1            |
| Хајдук Сплит        | 3 : 2               | Виторија Гимараис     | 3 : 1         | 0 : 1            |
| Брендби             | 2 : 2 (1 : 3, пен.) | Базел                 | 1 : 0         | 1 : 2 (п. с. н.) |
| Лилестрем           | 1 : 5               | Ројал Антверпен       | 1 : 3         | 0 : 2            |
| ЦСКА Софија         | 2 : 1               | Сент Патрикс атлетик  | 0 : 1         | 2 : 0            |
| Данди јунајтед      | 1 : 7               | АЗ                    | 1 : 0         | 0 : 7            |
| АПОЕЛ               | 1 : 0               | Кизилжар              | 1 : 0         | 0 : 0            |
| ДАК Дунајска Стреда | 0 : 2               | ФЦСБ                  | 0 : 1         | 0 : 1            |
| Рига                | 1 : 5               | Жил Висенте           | 1 : 1         | 0 : 4            |
| Волфсбергер         | 4 : 0               | Гзира јунајтед        | 0 : 0         | 4 : 0            |
| Макаби Тел Авив     | 3 : 2               | Арис Солун            | 2 : 0         | 1 : 2            |
| Молде               | 4 : 2               | Кишварда              | 3 : 0         | 1 : 2            |
| Нефчи Баку          | 2 : 3               | Рапид Беч             | 2 : 1         | 0 : 2 (п. с. н.) |
| Лугано              | 1 : 5               | Хапоел Бершева        | 0 : 2         | 1 : 3            |
| Хамрун              | 2 : 2 (4 : 1, пен.) | Левски Софија         | 0 : 1         | 2 : 1 (п. с. н.) |
| Чукарички           | 2 : 7               | Твенте                | 1 : 3         | 1 : 4            |
| Зорја Луганск       | 1 : 3               | Универзитатеа Крајова | 1 : 0         | 0 : 3            |
| Вадуц               | 5 : 3               | Конијаспор            | 1 : 1         | 4 : 2            |
| Сфинтул Георге      | 2 : 6               | Јургорден             | 1 : 3         | 1 : 3            |
| Фехервар            | 7 : 1               | Петрокуб Хинчешти     | 5 : 0         | 2 : 1            |
| Славија Праг        | 3 : 1               | Панатинаикос          | 2 : 0         | 1 : 1            |

1. 1 2  Редослед мечева је био обрнут после првобитног жреба.

### Коло плеј-офа
Жреб за коло плеј-офа одржан је 2. августа 2022. године. Прве утакмице су игране 18. августа, а реванш мечеви 25. августа.
Победници двомеча су обезбедили пласман у групну фазу Лиге конференције. Поражене екипе су окончале европску сезону.
| Тим #1     | рез.                | Тим #2            | прва утакмица | друга утакмица   |
| ---------- | ------------------- | ----------------- | ------------- | ---------------- |
| Марибор    | 0 : 1               | ЧФР Клуж          | 0 : 0         | 0 : 1            |
| РФС        | 3 : 3 (4 : 2, пен.) | Линфилд           | 2 : 2         | 1 : 1 (п. с. н.) |
| Лех Познањ | 3 : 1               | Ф91 Диделанж      | 2 : 0         | 1 : 1            |
| Шкупи      | 1 : 3               | Балкани           | 1 : 2         | 0 : 1            |
| Зрињски    | 2 : 2 (5 : 6, пен.) | Слован Братислава | 1 : 0         | 1 : 2 (п. с. н.) |

| Тим #1                | рез.                | Тим #2          | прва утакмица | друга утакмица   |
| --------------------- | ------------------- | --------------- | ------------- | ---------------- |
| ЦСКА Софија           | 1 : 2               | Базел           | 1 : 0         | 0 : 2            |
| Вадуц                 | 2 : 1               | Рапид Беч       | 1 : 1         | 1 : 0            |
| Раков Ченстохова      | 2 : 3               | Славија Праг    | 2 : 1         | 0 : 2 (п. с. н.) |
| АПОЕЛ                 | 3 : 5               | Јургорден       | 0 : 3         | 3 : 2            |
| Макаби Тел Авив       | 1 : 2               | Ница            | 1 : 0         | 0 : 2 (п. с. н.) |
| Универзитатеа Крајова | 2 : 2 (3 : 4, пен.) | Хапоел Бершева  | 1 : 1         | 1 : 1 (п. с. н.) |
| Истанбул Башакшехир   | 4 : 2               | Ројал Антверпен | 1 : 1         | 3 : 1            |
| ФЦСБ                  | 4 : 3               | Викинг          | 1 : 2         | 3 : 1            |
| Партизан              | 7 : 4               | Хамрун          | 4 : 1         | 3 : 3            |
| Фјорентина            | 2 : 1               | Твенте          | 2 : 1         | 0 : 0            |
| Виљареал              | 6 : 2               | Хајдук Сплит    | 4 : 2         | 2 : 0            |
| Келн                  | 4 : 2               | Фехервар        | 1 : 2         | 3 : 0            |
| Вест Хем јунајтед     | 6 : 1               | Виборг          | 3 : 1         | 3 : 0            |
| Јанг бојс             | 1 : 1 (1 : 3, пен.) | Андерлехт       | 0 : 1         | 1 : 0 (п. с. н.) |
| Словацко              | 4 : 0               | АИК             | 3 : 0         | 1 : 0            |
| Молде                 | 4 : 1               | Волфсбергер     | 0 : 1         | 4 : 0            |
| АЗ                    | 6 : 1               | Жил Висенте     | 4 : 0         | 2 : 1            |

## Групна фаза
Жреб за групну фазу је био одржан 26. августа 2022. године. Тридесет и две екипе распоређене су у осам група, а свака група се састоји од по четири екипе. Током жребања, екипе су подељене у четири шешира на основу клупског коефицијента за 2022. Екипе из истог савеза (државе) не могу бити у истој групи. Победници сваке групе пласирају се у осмину финала, док другопласирани пролазе у плеј-оф. Трећепласиране и четвртопласиране екипе бивају елиминисане из европских такмичења.
Јургорден, Дњепар-1, Пјуник, РФС, Силкеборг, Словацко, Балкани, Вадуц и Жалгирис ће дебитовати у групној фази такмичења УЕФА.
| Први шешир - Виљареал (коеф.: 78,000) - Базел (коеф.: 55,000) - Славија Праг (коеф.: 52,000) - АЗ Алкмар (коеф.: 28,500) - Гент (коеф.: 27,500) - Истанбул Башакшехир (коеф.: 25,500) - Партизан (коеф.: 24,500) - Вест Хем јунајтед (коеф.: 21,328) | Други шешир - ЧФР Клуж (коеф.: 19,500) - Молде (коеф.: 19,000) - ФЦСБ (коеф.: 17,500) - Фјорентина (коеф.: 15,380) - Келн (коеф.: 15,042) - Хапоел Бершева (коеф.: 14,000) - Аполон Лимасол (коеф.: 14,000) - Слован Братислава (коеф.: 13,000) | Трећи шешир - Ница (коеф.: 12,016) - Андерлехт (коеф.: 11,500) - Жалгирис (коеф.: 8,000) - Аустрија Беч (коеф.: 7,770) - Хартс (коеф.: 7,340) - Шамрок роверси (коеф.: 7,000) - Сиваспор (коеф.: 6,500) - Вадуц (коеф.: 6,500) | Четврти шешир - Дњепар-1 (коеф.: 6,360) - Лех Познањ (коеф.: 6,000) - Словацко (коеф.: 6,560) - Силкеборг (коеф.: 5,435) - Ђургарден (коеф.: 4,575) - Пјуник (коеф.: 4,250) - РФС (коеф.: 4,000) - Балкани (коеф.: 1,633) |

| Легенда:                                                                              |
| ------------------------------------------------------------------------------------- |
| Победници групе пролазе у осмину финала Лиге конференције.                            |
| Другопласирани тим наставља такмичење у плеј-офу елиминационе фазе Лиге конференције. |
| Трећепласирани и четвртопласирани ће бити елиминисани из даљег такмичења.             |

### Група А
| Клуб            | ИСТ   | ФИО   | ХАР   | РФС   |
| --------------- | ----- | ----- | ----- | ----- |
| Истанбул Башак. | –     | 3 : 0 | 3 : 1 | 3 : 0 |
| Фјорентина      | 2 : 1 | –     | 5 : 1 | 1 : 1 |
| Хартс           | 0 : 4 | 0 : 3 | –     | 2 : 1 |
| РФС             | 0 : 0 | 0 : 3 | 0 : 2 | –     |

| Табела             | ИГ | Д | Н | И | ГД | ГП | ГР  | Бод. |
| ------------------ | -- | - | - | - | -- | -- | --- | ---- |
| 1. Истанбул Башак. | 6  | 4 | 1 | 1 | 14 | 3  | +11 | 13   |
| 2. Фјорентина      | 6  | 4 | 1 | 1 | 14 | 6  | +8  | 13   |
| 3. Хартс           | 6  | 2 | 0 | 4 | 6  | 16 | −10 | 6    |
| 4. РФС             | 6  | 0 | 2 | 4 | 2  | 11 | −9  | 2    |

### Група Б
| Клуб              | ВХЈ   | ФЦС   | АНД   | СИЛ   |
| ----------------- | ----- | ----- | ----- | ----- |
| Вест Хем јунајтед | –     | 3 : 1 | 2 : 1 | 1 : 0 |
| ФЦСБ              | 0 : 3 | –     | 0 : 0 | 0 : 5 |
| Андерлехт         | 0 : 1 | 2 : 2 | –     | 1 : 0 |
| Силкеборг         | 2 : 3 | 5 : 0 | 0 : 2 | –     |

| Табела               | ИГ | Д | Н | И | ГД | ГП | ГР  | Бод. |
| -------------------- | -- | - | - | - | -- | -- | --- | ---- |
| 1. Вест Хем јунајтед | 6  | 6 | 0 | 0 | 13 | 4  | +9  | 18   |
| 2. Андерлехт         | 6  | 2 | 2 | 2 | 6  | 5  | +1  | 8    |
| 3. Силкеборг         | 6  | 2 | 0 | 4 | 12 | 7  | +5  | 6    |
| 4. ФЦСБ              | 6  | 0 | 2 | 4 | 3  | 18 | −15 | 2    |

### Група Ц
| Клуб           | ВИЉ   | ХАП   | АУС   | ЛЕХ   |
| -------------- | ----- | ----- | ----- | ----- |
| Виљареал       | –     | 2 : 2 | 5 : 0 | 4 : 3 |
| Хапоел Бершева | 1 : 2 | –     | 4 : 0 | 1 : 1 |
| Аустрија Беч   | 0 : 1 | 0 : 0 | –     | 1 : 1 |
| Лех Познањ     | 3 : 0 | 0 : 0 | 4 : 1 | –     |

| Табела            | ИГ | Д | Н | И | ГД | ГП | ГР  | Бод. |
| ----------------- | -- | - | - | - | -- | -- | --- | ---- |
| 1. Виљареал       | 6  | 4 | 1 | 1 | 14 | 9  | +5  | 13   |
| 2. Лех Познањ     | 6  | 2 | 3 | 1 | 12 | 7  | +5  | 9    |
| 3. Хапоел Бершева | 6  | 1 | 4 | 1 | 8  | 5  | +3  | 7    |
| 4. Аустрија Беч   | 6  | 0 | 2 | 4 | 2  | 15 | −13 | 2    |

### Група Д
| Клуб     | ПАР   | КЕЛ   | НИЦ   | СЛО   |
| -------- | ----- | ----- | ----- | ----- |
| Партизан | –     | 2 : 0 | 1 : 1 | 1 : 1 |
| Келн     | 0 : 1 | –     | 2 : 2 | 4 : 2 |
| Ница     | 2 : 1 | 1 : 1 | –     | 1 : 2 |
| Словацко | 3 : 3 | 0 : 1 | 0 : 1 | –     |

| Табела      | ИГ | Д | Н | И | ГД | ГП | ГР | Бод. |
| ----------- | -- | - | - | - | -- | -- | -- | ---- |
| 1. Ница     | 6  | 2 | 3 | 1 | 8  | 7  | +1 | 9    |
| 2. Партизан | 6  | 2 | 3 | 1 | 9  | 7  | +2 | 9    |
| 3. Келн     | 6  | 2 | 2 | 2 | 8  | 8  | 0  | 8    |
| 4. Словацко | 6  | 1 | 2 | 3 | 8  | 11 | −3 | 5    |

### Група Е
| Клуб           | АЗ    | АПО   | ВАД   | ДЊЕ   |
| -------------- | ----- | ----- | ----- | ----- |
| АЗ Алкмар      | –     | 3 : 2 | 4 : 1 | 2 : 1 |
| Аполон Лимасол | 1 : 0 | –     | 1 : 0 | 1 : 3 |
| Вадуц          | 1 : 2 | 0 : 0 | –     | 1 : 2 |
| Дњепар-1       | 0 : 1 | 1 : 0 | 2 : 2 | –     |

| Табела            | ИГ | Д | Н | И | ГД | ГП | ГР | Бод. |
| ----------------- | -- | - | - | - | -- | -- | -- | ---- |
| 1. АЗ Алкмар      | 6  | 5 | 0 | 1 | 12 | 6  | +6 | 15   |
| 2. Дњепар-1       | 6  | 3 | 1 | 2 | 9  | 7  | +2 | 10   |
| 3. Аполон Лимасол | 6  | 2 | 1 | 3 | 5  | 7  | −2 | 7    |
| 4. Вадуц          | 6  | 0 | 2 | 4 | 5  | 11 | −6 | 2    |

### Група Ф
| Клуб           | ГЕН   | МОЛ   | ШАМ   | ЈУР   |
| -------------- | ----- | ----- | ----- | ----- |
| Гент           | –     | 4 : 0 | 3 : 0 | 0 : 1 |
| Молде          | 0 : 0 | –     | 3 : 0 | 2 : 3 |
| Шамрок роверси | 1 : 1 | 0 : 2 | –     | 0 : 0 |
| Јургарден      | 4 : 2 | 3 : 2 | 1 : 0 | –     |

| Табела            | ИГ | Д | Н | И | ГД | ГП | ГР | Бод. |
| ----------------- | -- | - | - | - | -- | -- | -- | ---- |
| 1. Јургарден      | 6  | 5 | 1 | 0 | 12 | 6  | +6 | 16   |
| 2. Гент           | 6  | 2 | 2 | 2 | 10 | 6  | +4 | 8    |
| 3. Молде          | 6  | 2 | 1 | 3 | 9  | 10 | −1 | 7    |
| 4. Шамрок роверси | 6  | 0 | 2 | 4 | 1  | 10 | −9 | 2    |

### Група Г
| Клуб         | СЛА   | КЛУ   | СИВ   | БАЛ   |
| ------------ | ----- | ----- | ----- | ----- |
| Славија Праг | –     | 0 : 1 | 1 : 1 | 3 : 2 |
| ЧФР Клуж     | 2 : 0 | –     | 0 : 1 | 1 : 0 |
| Сиваспор     | 1 : 1 | 3 : 0 | –     | 3 : 4 |
| Балкани      | 0 : 1 | 1 : 1 | 1 : 2 | –     |

| Табела          | ИГ | Д | Н | И | ГД | ГП | ГР | Бод. |
| --------------- | -- | - | - | - | -- | -- | -- | ---- |
| 1. Сиваспор     | 6  | 3 | 2 | 1 | 11 | 7  | +4 | 11   |
| 2. ЧФР Клуж     | 6  | 3 | 1 | 2 | 5  | 5  | 0  | 10   |
| 3. Славија Праг | 6  | 2 | 2 | 2 | 6  | 7  | −1 | 8    |
| 4. Балкани      | 6  | 1 | 1 | 4 | 8  | 11 | −3 | 4    |

### Група Х
| Клуб              | БАЗ   | СЛВ   | ЖАЛ   | ПЈУ   |
| ----------------- | ----- | ----- | ----- | ----- |
| Базел             | –     | 0 : 2 | 2 : 2 | 3 : 1 |
| Слован Братислава | 3 : 3 | –     | 0 : 0 | 2 : 1 |
| Жалгирис          | 0 : 1 | 1 : 2 | –     | 2 : 1 |
| Пјуник            | 1 : 2 | 2 : 0 | 2 : 0 | –     |

| Табела               | ИГ | Д | Н | И | ГД | ГП | ГР | Бод. |
| -------------------- | -- | - | - | - | -- | -- | -- | ---- |
| 1. Слован Братислава | 6  | 3 | 2 | 1 | 9  | 7  | +2 | 11   |
| 2. Базел             | 6  | 3 | 2 | 1 | 11 | 9  | +2 | 11   |
| 3. Пјуник            | 6  | 2 | 0 | 4 | 8  | 9  | −1 | 6    |
| 4. Жалгирис          | 6  | 1 | 2 | 3 | 5  | 8  | −3 | 5    |

## Елиминациона фаза
У елиминационој фази учествује укупно шеснаест тимова — осам тимова који су се пласирали као победници група и још осам тимова који су били победници у баражу за осмину финала.
У следећој табели, представљени су освајачи група и другопласирани тимови у групној фази.
| Група | Победник групе (повлашћени у осмини финала) | Другопласирани (повлашћени у баражу за осмину финала) |
| ----- | ------------------------------------------- | ----------------------------------------------------- |
| А     | Истанбул Башакшехир                         | Фјорентина                                            |
| Б     | Вест Хем јунајтед                           | Андерлехт                                             |
| Ц     | Виљареал                                    | Лех Познањ                                            |
| Д     | Ница                                        | Партизан                                              |
| Е     | АЗ                                          | Дњепар-1                                              |
| Ф     | Ђургарден                                   | Гент                                                  |
| Г     | Сиваспор                                    | ЧФР Клуж                                              |
| Х     | Слован Братислава                           | Базел                                                 |

Трећепласирани тимови из групне фазе Лиге Европе представљени су у следећој табели.
| Група | Трећепласирани тимови (неповлашћени у баражу за осмину финала) |
| ----- | -------------------------------------------------------------- |
| А     | Боде/Глимт                                                     |
| Б     | АЕК Ларнака                                                    |
| Ц     | Лудогорец Разград                                              |
| Д     | Брага                                                          |
| Е     | Шериф Тираспољ                                                 |
| Ф     | Лацио                                                          |
| Г     | Карабаг                                                        |
| Х     | Трабзонспор                                                    |

### Бараж за елиминациону фазу
Жреб је одржан 7. новембра 2022. године. Прве утакмице су игране 16. фебруара, а реванш мечеви 23. фебруара 2023. године.
| Тим #1            | рез.                | Тим #2     | прва утакмица | друга утакмица   |
| ----------------- | ------------------- | ---------- | ------------- | ---------------- |
| Карабаг           | 1 : 1 (3 : 5, пен.) | Гент       | 1 : 0         | 0 : 1 (п. с. н.) |
| Трабзонспор       | 1 : 2               | Базел      | 1 : 0         | 0 : 2            |
| Лацио             | 1 : 0               | ЧФР Клуж   | 1 : 0         | 0 : 0            |
| Боде/Глимт        | 0 : 1               | Лех Познањ | 0 : 0         | 0 : 1            |
| Брага             | 2 : 7               | Фјорентина | 0 : 4         | 2 : 3            |
| АЕК Ларнака       | 1 : 0               | Дњепар-1   | 1 : 0         | 0 : 0            |
| Шериф Тираспољ    | 3 : 2               | Партизан   | 0 : 1         | 3 : 1            |
| Лудогорец Разград | 2 : 2 (0 : 3, пен.) | Андерлехт  | 1 : 0         | 1 : 2 (п. с. н.) |

### Осмина финала
Жреб је одржан 24. фебруара 2023. године. Прве утакмице су игране 9. марта, а реванш мечеви 16. марта 2023. године.
| Тим #1         | рез.                | Тим #2              | прва утакмица | друга утакмица |
| -------------- | ------------------- | ------------------- | ------------- | -------------- |
| АЕК Ларнака    | 0 : 6               | Вест Хем јунајтед   | 0 : 2         | 0 : 4          |
| Фјорентина     | 5 : 1               | Сиваспор            | 1 : 0         | 4 : 1          |
| Лацио          | 2 : 4               | АЗ                  | 1 : 2         | 1 : 2          |
| Лех Познањ     | 5 : 0               | Јургорден           | 2 : 0         | 3 : 0          |
| Базел          | 4 : 4 (4 : 1, пен.) | Слован Братислава   | 2 : 2         | 2 : 2          |
| Шериф Тираспољ | 1 : 4               | Ница                | 0 : 1         | 1 : 3          |
| Андерлехт      | 2 : 1               | Виљареал            | 1 : 1         | 1 : 0          |
| Гент           | 5 : 2               | Истанбул Башакшехир | 1 : 1         | 4 : 1          |

### Четвртфинале
Жреб је одржан 17. марта 2023. године. Прве утакмице су игране 13. априла, а реванш мечеви 20. априла 2023. године.
| Тим #1     | рез.                | Тим #2            | прва утакмица | друга утакмица   |
| ---------- | ------------------- | ----------------- | ------------- | ---------------- |
| Лех Познањ | 4 : 6               | Фјорентина        | 1 : 4         | 3 : 2            |
| Гент       | 2 : 5               | Вест Хем јунајтед | 1 : 1         | 1 : 4            |
| Андерлехт  | 2 : 2 (1 : 4, пен.) | АЗ                | 2 : 0         | 0 : 2 (п. с. н.) |
| Базел      | 4 : 3               | Ница              | 2 : 2         | 2 : 1 (п. с. н.) |

### Полуфинале
Жреб је одржан 17. марта 2023. године. Прве утакмице су игране 11. маја, а реванш мечеви 18. маја 2023. године.
| Тим #1            | рез.  | Тим #2 | прва утакмица | друга утакмица   |
| ----------------- | ----- | ------ | ------------- | ---------------- |
| Фјорентина        | 4 : 3 | Базел  | 1 : 2         | 3 : 1 (п. с. н.) |
| Вест Хем јунајтед | 3 : 1 | АЗ     | 2 : 1         | 1 : 0            |

### Финале
Финални меч је одигран 7. јуна 2023. на Фортуна арени у Прагу.
| Фјорентина        | 1 : 2    | Вест Хем јунајтед                 |
| ----------------- | -------- | --------------------------------- |
| - Бонавентура 67’ | Извештај | - Бенрахма 62’ (пен.) - Боуен 90’ |